# Lisa Grill
Pour les articles homonymes, voir Grill et Grill (homonymie).
 Lisa Grill, née le 2 septembre 2000 à Tamsweg, est une  skieuse alpine autrichienne.

## Biographie
Aux championnats du monde juniors, elle prend la 4e place du combiné en 2018 à Davos, puis l'année suivante la 3e place de la descente à Val di Fassa.
Elle fait ses débuts en Coupe d'Europe en janvier 2019, et dès décembre de la même année elle prend la 4e place du super G de Kvitfjell. Elle est Championne d'Autriche 2019 en descente. En janvier 2020 elle fait ses débuts en Coupe du monde et y marque d'entrée ses premiers points en prenant la 19e place du combiné de Zauchensee.
En mars 2020 à Narvik elle est triple vice-championne du monde juniors de la descente, du super G et du combiné..
En 2021, elle remporte le classement général de la Coupe d'Europe de descente, avec notamment 2 victoires à Santa Catarina. Elle termine à la 4e place du classement général de la Coupe d'Europe et du classement du super G. Elle se fracture le tibia en février 2021 et ne peut courir la saison 2021-2022.
De retour à la compétition en 2023-2024, elle remporte trois victoires en coupe d'Europe dont elle prend la tête, mais se blesse gravement au genou en janvier et malheureusement met à nouveau fin à sa saison.
De retour en décembre 2024, elle se fracture la jambe à l'entrainement à la fin de ce mois de décembre et met fin à sa saison.

## Palmarès

### Coupe du monde
- Meilleur classement général : 99e en 2019-2020 avec 22 points
- Meilleur classement de super G : 44e en 2020-2021 avec 13 points
- Meilleur classement de combiné : 22e en 2019-2020 avec 22 points

- Meilleur résultat sur une épreuve de Coupe du monde de super G : 18e à Crans-Montana le 24 janvier 2021
- Meilleur résultat sur une épreuve de Coupe du monde de combiné : 19e à Zauchensee le 12 janvier 2020

- 7 courses disputées en Coupe du monde (à fin mars 2025)

#### Classements
| Saison / Épreuve | Saison / Épreuve | Général | Général | Descente | Descente | Super G | Super G | Slalom géant | Slalom géant | Slalom | Slalom | Combiné | Combiné | Parallèle | Parallèle |
| ---------------- | ---------------- | ------- | ------- | -------- | -------- | ------- | ------- | ------------ | ------------ | ------ | ------ | ------- | ------- | --------- | --------- |
| Saison / Épreuve | Saison / Épreuve | Class.  | Points  | Class.   | Points   | Class.  | Points  | Class.       | Points       | Class. | Points | Class.  | Points  | Class.    | Points    |
| 2020             | 2020             | 99e     | 22      | -        | -        | -       | -       | -            | -            | -      | -      | 22e     | 22      | -         | -         |
| 2021             | 2021             | 104e    | 13      | -        | -        | 44e     | 13      | -            | -            | -      | -      | -       | -       | -         | -         |
| 2025             | 2025             | 115e    | 4       | -        | -        | 48e     | 4       | -            | -            | -      | -      | -       | -       | -         | -         |

### Championnats du monde juniors
| Épreuve / Édition          | Descente | Super G | Slalom géant | Slalom | Combiné | Team event |
| Mondiaux 2018 Davos        | 15e      | Abandon | 28e          | 13e    | 4e      | -          |
| Mondiaux 2019 Val di Fassa | Bronze   | 16e     | 34e          | 15e    | Abandon | -          |
| Mondiaux 2020 Narvik       | Argent   | Argent  | 27e          | annulé | Argent  | annulée    |

### Coupe d'Europe
- 8 podiums dont 6 victoires (à fin mars 2024)

#### Classements
| Saison / Épreuve | Saison / Épreuve | Général | Général | Descente | Descente | Super G | Super G | Slalom géant | Slalom géant | Slalom | Slalom | Combiné | Combiné |
| ---------------- | ---------------- | ------- | ------- | -------- | -------- | ------- | ------- | ------------ | ------------ | ------ | ------ | ------- | ------- |
| Saison / Épreuve | Saison / Épreuve | Class.  | Points  | Class.   | Points   | Class.  | Points  | Class.       | Points       | Class. | Points | Class.  | Points  |
| 2020             | 2020             | 24e     | 247     | 20e      | 71       | 12e     | 110     | -            | -            | 68e    | 8      | -       | -       |
| 2021             | 2021             | 4e      | 489     | 1re      | 280      | 4e      | 160     | 45e          | 36           | 61e    | 13     | -       | -       |
| 2024             | 2024             | 19e     | 327     | 5e       | 200      | 16e     | 100     | 41e          | 27           | -      | -      | -       | -       |